# Lux Æterna (Film)
Lux Æterna ist ein experimentelles Filmdrama von Gaspar Noé mit Charlotte Gainsbourg und Béatrice Dalle in den Hauptrollen. Die gesamte Besetzung von Lux Æterna spielt sich in ihren Rollen selbst. Die Handlung des Films spielt am Set eines fiktiven Drehs eines Spielfilms über Hexen. Lux Æterna wurde außer Konkurrenz bei den Internationalen Filmfestspielen von Cannes 2019 uraufgeführt.

## Handlung
Im Prolog werden Szenen aus den Filmen Hexen (1922) und Tal der Rache (1943) gezeigt, bei denen Frauen als Hexen bezichtigt und auf Scheiterhaufen geworfen werden. Auch werden Ausschnitte eingespielt, bei denen Foltermethoden erklärt werden.
Die darauf folgende Handlung spielt durchgängig in einem Filmstudio am Set eines Spielfilms über Hexen. Charlotte ist Schauspielerin in der Hauptrolle des Films, bei dem sie eine Szene spielen soll, in welcher sie mit zwei weiteren Frauen auf dem Scheiterhaufen vor einer grölenden Meute von männlichen Dorfbewohnern verbrannt wird. Der Film ist Béatrices erster Film als Regisseurin. Während sich Charlotte und Béatrice über den Dreh der kommende Szene unterhalten und Erinnerungen an frühere Produktionen austauschen, werden sie immer wieder von Mitgliedern des Filmteams unterbrochen, was für eine zunehmend gereizte Stimmung unter den Schauspielerinnen sorgt. Die weitere Vorbereitung der Szene, welche unter anderem in der Maske stattfindet, verläuft in hohem Maße chaotisch und explosiv.
Den Höhepunkt bildet der Dreh der zuvor besprochenen Szene, als schließlich der Ton und das Bild der Videowand, welche den Hintergrund zum Scheiterhaufen darstellt, außer Kontrolle geraten. Unter den Rufen des Kameramanns, die Szene fortzusetzen, windet sich Charlotte, die als einzige der drei Schauspielerinnen mit einer Hand an den Scheiterhaufen gefesselt ist, im sich unablässig farbwechselnden, grellen Licht, während die grölenden Dorfbewohner und alle anderen Personen am Filmset verstummen.

## Produktion
“Last February Anthony proposed to support me if I had any idea for a short film. Two weeks later, in five days, with Béatrice and Charlotte we improvised this modest essay about beliefs and the art of filmmaking. Now the 51 minute baby is ready to scream… Thank God, cinema is light flashing 24 frames-per-second.”

„Im vergangenen Februar sicherte mir Anthony seine Unterstützung zu, wenn ich irgendeine Idee für einen Kurzfilm hätte. Zwei Wochen später, in fünf Tagen, improvisierten wir mit Béatrice und Charlotte diesen bescheidenen Essay über den Glauben und die Kunst des Filmemachens. Jetzt ist das Baby bereit zu schreien...Gott sei Dank ist Kino Licht, das in 24 Bildern pro Sekunde blitzt.“

## Veröffentlichung
Der Film feierte am 18. Mai 2019 bei den Internationalen Filmfestspielen von Cannes seine Weltpremiere. Am 25. Mai 2021 erschien der Film in Deutschland auf Blu-ray und DVD. In den USA kam der Film im Mai 2022 in die Kinos und wird dort von Yellow Veil Pictures vertrieben.

## Kritiken
Der Film konnte 53 Prozent der Kritiker bei Rotten Tomatoes überzeugen. Auf Filmstarts.de wurde Lux Æterna mit 3,5 von 5 Sternen ausgezeichnet und als "schriller Experimentalfilm über die Beziehung zwischen Kunst und Glaube" beschrieben, der zwar "nicht all seinen großen Ambitionen gerecht" werde, man dem Film jedoch auch nicht vorwerfen könne, dass er keine gehabt hätte.